# Anita Augustin
Anita Augustin-Huber (* 1970 in Klagenfurt) ist eine österreichische Dramaturgin und Schriftstellerin.

## Leben
Anita Augustin studierte Theaterwissenschaft, Philosophie und Deutsche Philologie an der Universität Wien. Mit einem von der Universität finanzierten Stipendium studierte sie jeweils ein Jahr in New York City und London. Während ihrer Studienzeit war sie als Werbefotografin tätig und anschließend erwarb sie ein Diplom als staatliche geprüfte Barkeeperin. Von 2000 bis 2002 war sie Chefdramaturgin am Schauspielhaus Salzburg und Operndramaturgin bei den Salzburger Festspielen. Während dieser Zeit schloss sie ihr Studium im Jahr 2000 mit einem Doktor der Philosophie ab. Von 2002 bis 2006 war sie als Dramaturgin beim Deutschen Theater Berlin beschäftigt. Seitdem ist sie als freie Dramaturgin unterwegs.
Mit dem Dramentext Der Zwerg reinigt den Kittel, der 2012 im Ullstein Verlag erschien, debütierte sie als Schriftstellerin. Der Text kam 2014 bei den Ruhrfestspielen in einer Inszenierung von Bettina Bruinier auf die Bühne; im Unterschied zum Text war die Inszenierung allerdings für die Kritikerin der Süddeutschen Zeitung Cornelia Fiedler enttäuschend.

## Auszeichnungen (Auswahl)
- 2007 Lise-Meitner-Literaturpreis für die Erzählung Nummer 483.

## Werke (Auswahl)
- Der Zwerg reinigt den Kittel, Berlin 2012, Ullstein Verlag, ISBN 978-3-550-08005-0
- Alles Amok, Berlin 2014, Ullstein Verlag, ISBN 978-3-550-08085-2
- Wie ähnlich ist uns der Zackenbarsch, dieses äußerst hässliche Tier, Graz – Wien – Berlin 2023, Leykam Verlag, ISBN 978-3-7011-8269-5